# Oriencyrtus liaoi
Oriencyrtus liaoi är en stekelart som beskrevs av Zhang och Huang 2001. Oriencyrtus liaoi ingår i släktet Oriencyrtus och familjen sköldlussteklar. Inga underarter finns listade i Catalogue of Life.